# Ianthin
Ianthin, född 1974 i Frankrike, död okänt år, var en fransk travare. Han tränades och kördes under sin tävlingskarriär av Paul Delanoe. Hans främsta motståndare under tävlingskarriären var Idéal du Gazeau.

## Bakgrund
Ianthin var en brun hingst efter Vesuve T. och under Cadence II (efter Jidalium). Han föddes upp och ägdes av Marin Tribondeau. Han tränades och kördes under tävlingskarriären av Paul Delanoe.
Ianthin sprang under tävlingskarriären in 789 192 euro. Han tog karriärens största segrar i Prix de Bretagne (1980), Prix du Bourbonnais (1980), Prix de Bourgogne (1981), Elitloppet (1983), Prix René Ballière (1983), Grand Prix du Sud-Ouest (1983) och European Grand Circuit (1983). Han kom även på andra plats i Prix du Bourbonnais (1982) och Grand Prix du Sud-Ouest (1981, 1982), samt på tredje plats i Åby Stora Pris (1980), International Trot (1983) och Oslo Grand Prix (1983).